# Mimic 2 : Le Retour !
Pour les articles homonymes, voir Mimic.
Série
Mimic
(1997) Mimic 3: Sentinel
(2003)
Pour plus de détails, voir Fiche technique et Distribution.
Mimic 2 : Le Retour ! ou Métamorphose 2 (Mimic 2) est un film américain réalisé par Jean de Segonzac, sorti en directement en vidéo en 2001. Il fait suite à Mimic de Guillermo del Toro sorti en 1997 et inspiré d'une nouvelle de Donald A. Wollheim.

## Synopsis
Dans les lignes à haute tension de New York, trois hommes sont découverts assassinés d'une manière atroce : même leur visage est méconnaissable ! L'inspecteur Klaski découvre que les victimes connaissaient toutes Remy, l'ancienne assistante du Dr. Susan Tyler qui avait créé les « Judas » (des insectes génétiquement modifiés dans le but de guérir une terrible maladie). C'est à ce moment que l'enfer se déclenche. Remy est attaquée par un insecte abominable mais intelligent. Les créatures sont devenues plus redoutables car elles peuvent prendre apparence humaine.

## Fiche technique
Sauf indication contraire, les informations mentionnées dans cette section peuvent être confirmées par la base de données cinématographiques IMDb,  présente dans la section « Liens externes ».
- Titre français : Mimic 2 : le Retour !
- Titre québécois : Métamorphose 2
- Titre original : Mimic 2
- Réalisation : Jean de Segonzac
- Scénario : Joel Soisson
- Production : Mike Leahy, Joel Soisson, Beth Anne Calabro-Oulman, Cary Granat, Bob Weinstein et Harvey Weinstein
- Sociétés de production : Dimension Films et Neo Art & Logic
- Budget : 10 millions de dollars
- Musique : Walter Werzowa
- Photographie : Nathan Hope
- Montage : Kirk M. Morri
- Décors : Deborah Raymond et Dorian Vernacchio
- Costumes : Julia Schklair
- Pays de production : États-Unis
- Format : Couleurs - 1,85:1 - Dolby Digital - 35 mm
- Genre : horreur, science-fiction
- Durée : 82 minutes
- Dates de sortie :
  - États-Unis : 17 juillet 2001 (vidéo)
  - France : 23 juillet 2004 (vidéo)

## Distribution
- Alix Koromzay : Remy Panos
- Bruno Campos : le détective Klaski
- Will Estes : Nicky
- Gaven E. Lucas : Sal Aguirre
- Edward Albert : Darksuit
- Jon Polito : Morrie Deaver
- Jody Wood : le détective Clecknal
- Jim O'Heir : Lou
- Brian Leckner : Jason Mundy
- Paul Schulze : Phillip
- Michael Tucci : le docteur Shapiro
- Joseph Hodge : Akkad
- Alex Draper : O'Neal
- Dick Stilwell : un sergent
- Michael Garvey : un sergent

## Production
Le tournage s'est déroulé à Los Angeles et Vancouver.

## Bande originale
- Brutality, interprété par Urban Voodoo
- The Haunt, interprété par Ceramic Holiday

## Récompenses
- Prix des meilleurs effets spéciaux (Jamison Scott Goei) et nominations aux prix de la meilleure photographie et du meilleur montage, lors des DVD Exclusive Awards 2001.

## SagaMimic
- 1997 : Mimic, film américain réalisé par Guillermo del Toro
- 2003 : Mimic 3: Sentinel, film américain réalisé par J.T. Petty